# لوك ماكجي
لوك ماكجي (بالإنجليزية: Luke Paul McGee) هو لاعب كرة قدم بريطاني في مركز حراسة المرمى، ولد في 2 سبتمبر 1995 في Edgware ‏ في المملكة المتحدة. لعب مع نادي بيتربورو يونايتد.